# Sindaci di Timișoara

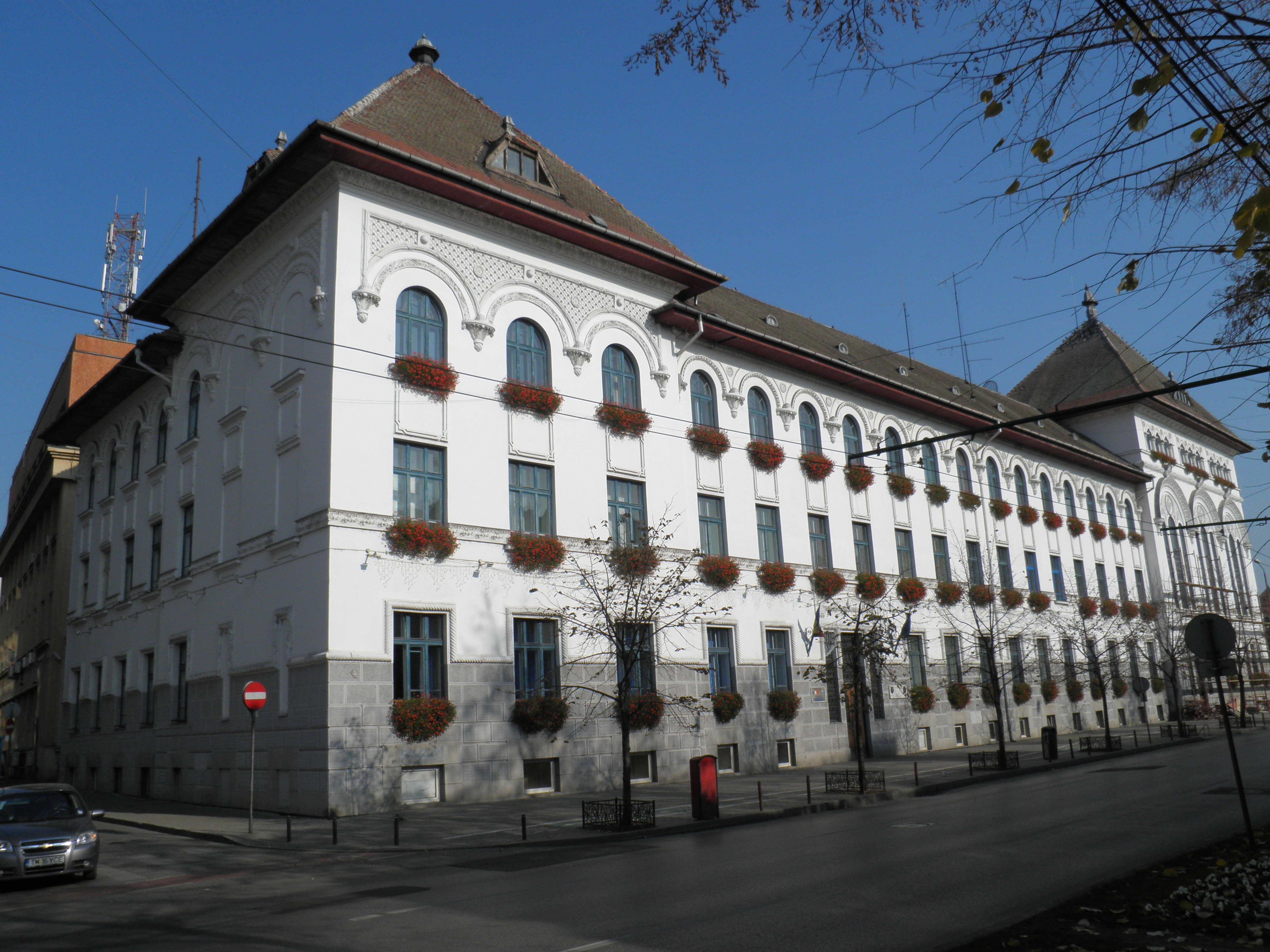
Veduta del palazzo del municipio di Timișoara

Di seguito l'elenco dei sindaci di Timișoara e delle altre autorità a capo dell'amministrazione comunale. 

## XVIII secolo
- Tovie Hold 1718 - 1719
- Florian Blam 1719 - 1720
- Tovie Hold 1720 - 1722
- Peter Solderer 1722 - 1742
- Andreas Pfann 1742 - 1745
- Peter Mayer 1745 - 1749
- Joseph Leibnitzer 1749 - 1754
- Michael Auer 1754 - 1756
- Anton Klang 1756 - 1758
- Pietro A. Delpondio 1758 - 1761
- Adam Ebelshauser 1761 - 1762
- Joseph Anton Kulterer 1762 - 1771
- Bartalus Lederer 1771 - 1774
- Pietro A. Delpondio 1774 - 1780
- Johann Michael Lendolt 1780 - 1782
- Michael P. Anton Delpondio e Adam Ingrueber 1782 - 1786
- Thomas Reyhüber 1786 - 1787
- Sebastian Schmid 1787 - 1789

## XIX secolo
- Ignatius Koppauer 1789 - 1808
- Simeon Petrovici 1808 - 1810
- Peter Plavisics 1810 - 1812
- Michael Kuenalter 1812 - 1816
- Jozsef Tessenyi 1816 - 1819
- Josef Klapka 1819 - 1833
- János Koronghi-Speckner 1833 - 1844
- Johann Nepomuk Preyer (1844 - 1858)
- Aloise Marguet (commissario governativo) 1858 - 1859
- Károly Küttel 1859 - 1861
- Josef Weigl 1861 - 1867
- Károly Küttel 1867 - 1872
- Franz Steiner 1872 - 1876
- János Török 1876 - 1885[1]

## XX secolo
- Karoly Telbisz 1885 - 1914
- Jozsef Geml 1914 - 1919
- Stan Vidrighin 01.09.1919 - 30.04.1921
- Cornel Grofșorean 30.04.1921 - 03.01.1922
- Stan Vidrighin 03.01.1922 - 31.08.1922
- Lucian Georgevici 31.08.1922 - 17.04.1926
- Samuil Sagovici 17.04.1926 - 01.06.1926
- Ioan Doboșan 01.06.1926 - 02.09.1927
- Josef Gabriel 02.09.1927 - 21.09.1927
- Lucian Georgevici 21.09.1927 - 12.01.1929
- Gheorghe Crăciun 12.01.1929 - 09.03.1929
- Gheorghe Domășnean 09.03.1929 - 07.12.1929
- Franz Schmitz 07.12.1929 - 23.12.1929
- Coriolan Băran 23.12.1929 - 28.08.1930
- Coriolan Balta 28.08.1930 - 17.08.1931
- Cornel Grofșorean 17.08.1931 - 18.06.1932
- Cornel Lazăr 18.06.1932 - 17.12.1932
- Liviu Gabor 17.12.1932 - 26.11.1933
- Petru Olariu 26.11.1933 - 11.12.1933
- Augustin Coman 11.12.1933 - 01.12.1937
- Alexandru Miletici 01.12.1937 - 03.01.1938
- Gheorghe Andrașiu 03.01.1938 - 11.02.1938
- Nicolaie Table 11.01.1938 - 17.02.1938
- Vasile M. Teodorescu 17.02.1938 - 11.03.1938
- Rodig Modreanu 11.03.1938 - 26.09.1938
- Coriolan Băran 26.09.1938 - 06.02.1939
- Emil Tieranu 06.02.1939 - 22.02.1939
- Coriolan Băran 22.12.1939 - 06.10.1940
- Ilie Radu 06.10.1940 - 29.01.1941
- Hans Jung 29.01.1941 - 05.02.1941
- Eugen Pop 05.02.1941 - 1943
- Emil Tieran 1943 - 1944
- Coriolan Drăgulescu 29.11.1944 - 30.04.1945
- Iosif Petric 1946 - 1948
- Vasile Botezatu 1949 - 1950
- Ion Hașmanian - 1950
- Ioan Jurjac 1950 - 1953
- Valeriu Țidorescu 1953
- Ioan Silindean 1953 - 1954
- Radu Donosie 1954 - 1956
- Vasile Botezatu 1956 - 1961
- Ioan Popeți 1961 - 1962
- Leonida Tămaș 1962 - 1968
- Coriolan Pop 1968 - 1971
- George Micota 1971 - 1978
- Radu Bălan 1978 - 1981
- Petru Moț 1981 - 1989
- Pompiliu Alămorean 1989 - 1990
- Liviu Borha (PNL): 1990 - 1992
- Viorel Oancea (PAC): 1992 - 1996
- Gheorghe Ciuhandu (PNȚCD): 1996 - 2012[2]

## XXI secolo
- Nicolae Robu (PNL): 2012 -  2020
- Dominic Fritz (USR): 2020 - in carica